# Atwima Kwanwoma
Atwima Kwanwoma är ett distrikt i Ghana.   Det ligger i regionen Ashantiregionen, i den södra delen av landet, 210 km nordväst om huvudstaden Accra.